# Caularthron bilamellatum
Caularthron bilamellatum är en orkidéart som först beskrevs av Heinrich Gustav Reichenbach, och fick sitt nu gällande namn av Richard Evans Schultes. Caularthron bilamellatum ingår i släktet Caularthron och familjen orkidéer. Inga underarter finns listade i Catalogue of Life.

## Bildgalleri

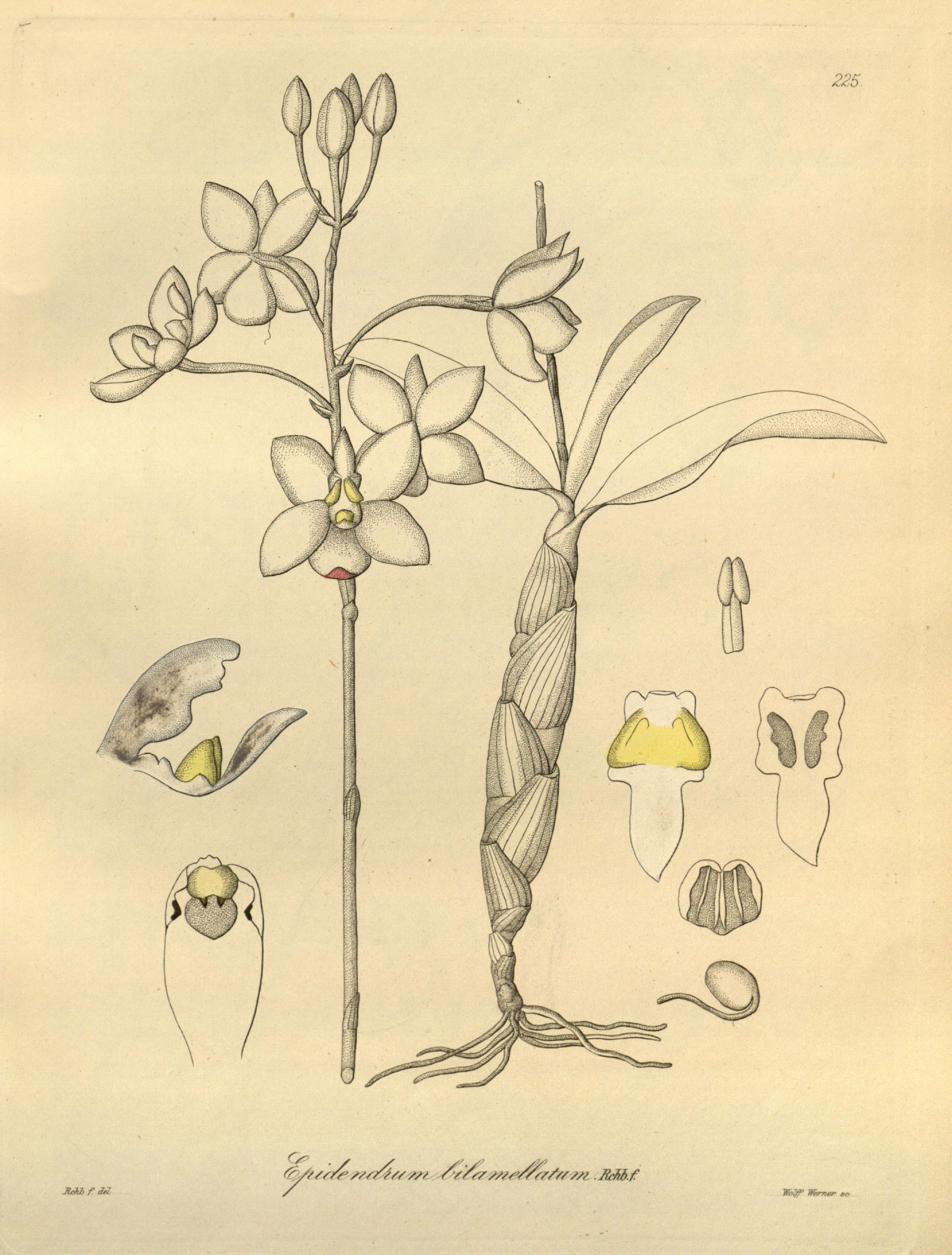